# Jefri Kurniawan
Jefri Kurniawan (born ở Malang, 18 tháng 3 năm 1991) là một cầu thủ bóng đá người Indonesia gốc Trung Quốc hiện tại thi đấu cho Arema FC, cho mượn từ Persija Jakarta ở Liga 1.
Anh được triệu tập lên đội tuyển quốc gia Indonesia thi đấu giao hữu trước Việt Nam ngày 9 tháng 10 năm 2016.

## Sự nghiệp
Jefri Kurniawan được chọn là cầu thủ xuất sắc nhất tại Merdeka Cup 2015 khi thi đấu cho Persinga Ngawi. Jefri cũng thi đấu cho Persegres Gresik United tại Jendral Sudirman Cup 2015.

### Pusamania Borneo F.C.
Jefri có màn ra mắt với Pusamania Borneo ở Indonesia Soccer Championship A 2016 trước Bali United. Anh ghi bàn thắng đầu tiên trong ngày thi đấu thứ 3, vào lưới Persiba Balikpapan.